# Chiuas Dospanowa
Chiuas Kairowna Dospanowa (russisch Хиуаз Каировна Доспанова; geboren am 15. Mai 1922 in Ganjuschkino, Gebiet Atyrau; gestorben am 20. Mai 2008 in Almaty) war eine sowjetische Navigatorin und Pilotin im Zweiten Weltkrieg. Sie war die erste ethnisch kasachische Offizierin der sowjetischen Luftwaffe und die einzige kasachische Angehörige der sogenannten Nachthexen.

## Leben
Chiuas Dospanowa ließ sich direkt nach ihrem Schulabschluss 1940 bei einem Fliegerklub als Reservepilotin zertifizieren. Aufgrund des Überfalls Deutschlands auf die Sowjetunion bewarb sie sich bei der Militärakademie Schukowski, wo sie als Frau abgelehnt wurde. Sie schlug darum 1941 zunächst eine medizinische Laufbahn innerhalb der sowjetischen Armee ein.

### Kampffliegerin
Als sie von der Bildung eines rein weiblichen Fliegerregiments unter Marina Raskowa erfuhr, bewarb sich Dospanowa 1942 erneut, diesmal bei der zuständigen Akademie in Saratow, und wurde in der Folge dem 588. Nachtbombenfliegerregiment unter dem Kommando von Jewdokija Berschanskaja zugeteilt.
Bei einem Flugunfall 1943 stießen zwei Flugzeuge zusammen, wobei die Pilotinnen ums Leben kamen, während die zwei Navigationsoffizierinnen Paschkowa und Dospanowa den Unfall überlebten; Paschkowa starb jedoch während der Operation. Chiuas Dospanowa erlitt schwere Verwundungen einschließlich Beinbrüchen und musste ebenfalls mehrfach operiert werden. Infolge von Gangrän verlor sie beinahe ihre Beine, doch sie selbst und ein Arzt widersprachen einer Notamputation. Sie gewann die Kontrolle über ihre Beine zurück und nahm nach sechs Monaten den Dienst wieder auf. Sie diente nun einerseits als führende Kommunikationsoffizierin, nahm aber andererseits trotz einiger Schwierigkeiten beim Ein- und Ausstieg aus dem Cockpit auch noch als Navigatorin an insgesamt etwa 300 Kampfeinsätzen an der sowjetisch-deutschen Front teil. Sie erreichte den Dienstrang eines Oberleutnants (russisch Старший лейтенант, Starschij lejtenant).

### Nachkriegskarriere
Chiuas Dospanowa begann nach dem Krieg eine Karriere als Parteifunktionärin in der Kasachischen SSR, wo sie bis zur Sekretärin im Sowjet-Präsidium aufstieg, bevor sie wegen gesundheitlicher Probleme ihre Stellung in den 1960er-Jahren aufgab.
Sie war mit Schaku Amirow verheiratet. Nach dem Ende der Sowjetunion und der Unabhängigkeit Kasachstans erhielt sie eine große Aufmerksamkeit als kasachische Luftfahrtheldin und wurde von Präsident Nursultan Nasarbajew geehrt.

### Ehrungen
Dospanowa erhielt folgende Orden und Abzeichen (Auswahl):
- Orden des Roten Sterns (1942)
- Orden des Vaterländischen Krieges (2. Klasse 1944; 1. Klasse 1985)
- Orden des Roten Banners der Arbeit (1948)
- Medaille „Veteran der Arbeit“
- Heldin Kasachstans (2004)
- Orden Otan (2004)

Nach Dospanowa wurde ein Jet der kasachischen Fluglinie Air Astana benannt. Es wurde auch vorgeschlagen, den Flughafen Atyrau ihr zu Ehren umzubenennen, was aber noch nicht geschehen ist. In Atyrau steht ein ihr gewidmetes Denkmal.